# Zhang Heng
Zhang Heng (chinês tradicional: 張衡, chinês simplificado: 张衡, pinyin: Zhāng Héng, Wade–Giles: Chang Hêng;78–139 d.C.) foi um polímata chinês de Nanyang que viveu durante a dinastia Han. Foi educado nas capitais de Luoyang e Chang'an, e foi um cientista, astrônomo, pintor e erudito da literatura chinesa.
Zhang Heng iniciou a sua carreira como um funcionário menor da administração pública em Nanyang. Eventualmente, obteve o cargo de Chefe Astrônomo, responsável da área dos Coches Reais e posteriormente membro oficial da corte imperial. A posição pessoal intransigente sobre certas questões históricas e de calendário levaram Zhang a tornar-se uma figura pública controversa, que mais tarde lhe impediu de figurar como um grande historiador. Durante o reinado do Imperador Shun (125–144 d.C.) a rivalidade política que ele criou com os eunucos do palácio, levou à decisão de se aposentar da corte e servir como administrador de Hejian em Hebei. Durante um curto período ele voltou para a casa em Nanyang, antes de mais uma vez ser convocado para servir na capital em 138, onde morreu um ano depois.
Zhang aplicou o seu vasto conhecimento de mecânica e artes em várias invenções suas; inventou a primeira esfera armilar movida a água para auxiliar a observação astronômica, melhorou a marcha dos relógios de água pela adição de um segundo tanque de água e inventou o primeiro sismógrafo do mundo, que discernia a direção cardeal de um sismo até a distância de 500 km (311 mi). Ele melhorou os cálculos antigos sobre o valor de pi, além de documentar cerca de 2 500 estrelas e batizar cerca de 320 no seu extenso almanaque de estrelas, Zhang também opinou corretamente na teoria dos eclipses lunares, argumentando que se produziam quando a Lua atravessa a sombra da terra e imaginou a terra como uma pequena esfera suspendida no espaço, rodeada por um céu imenso e completamente esférico. No ano de 123 corrigiu o calendário para ter em conta às estações do ano. Na literatura, a rapsódia fu e a poesia shi foram reconhecidas na sua época, sendo posteriormente objeto de estudo e analise por escritores chineses. Zhang recebeu muitas honras póstumas pela sua sabedoria e destreza, sendo atualmente comparado por alguns estudiosos no seu trabalho em astronomia ao do Greco-romano Ptolomeu (86–161 d.C.).

## Vida

### Primeiros anos

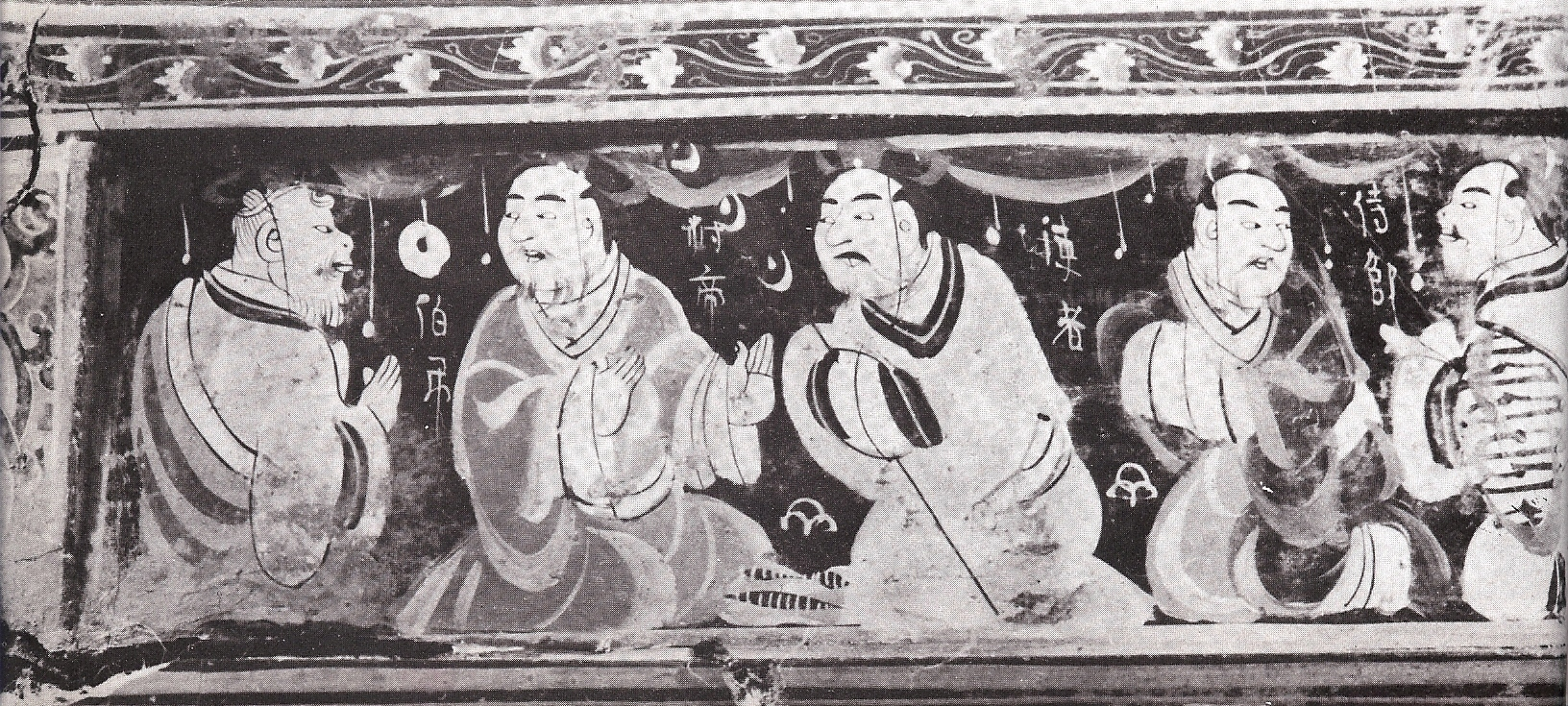
O século II e o artigo de laca representa a cena de uma caixa-cesta apresentando notáveis da história chinesa em que os protótipos de uma piedade começou bem entendido ainda cedo nas sagas Cinco Clássicos Chineses e a Filosofia Chinesa.

Nascido na cidade de Xi'e, na comenda de Nanyang (localizada ao norte da atual Nanyang, na província de Henan), Zhang Heng é de uma família tradicional, porém pouco influente. Seu avô, Zhang Kan, já foi governador de uma comenda e um dos seus parentes que assegurou a restauração da Dinastia Han pelo Imperador de Guangwu de Han (25–57 d.C.), após a morte do usurpador Wang Mang da Dinastia Xin (9–23 d.C.). Com dez anos seu pai falecer, sendo cuidado pela mãe e sua avó. Desde a juventude, teve destaque em seus trabalhos literários, saindo da casa da mãe no ano de 95 d.C. para continuar os seus estudos na capital ancestral de Chang'an e Luoyang.
Quando viajou para Luoyang, Zhang passou por uma fonte termal em Monte Li e dedicou uma de suas primeiras obras poéticas Fu, o Wenquan (溫泉). Depois, estudando ao longo dos anos em Luoyang, em Taixue, ele foi muito renomeado na literatura chinesa com outras personalidades notáveis na sua época, incluindo o matemático e o calígrafo Cui Yuan (78-143 d.C.), o oficial e filósofo Ma Rong (79–166 d.C.) e o filósofo Wang Fu. As autoridades ofereceram Zhang a nomeação para vários serviços, incluindo uma posição de um dos Três Poderes, no entanto, ele agiu com modéstia e recusou-se ao cargo.
Com vinte e três anos, ele voltou a trabalhar como "Oficial do Mérito em Nanyang", servindo com um chefe burocrata na administração com o Governo Bao De (trabalhou entre 103-111 d.C.). Como ele foi mudando com os títulos de dívida pública e as endechas para o governo, ele adquiriu experiência na redação de documentos oficiais. No comando como oficial do Mérito, ele também foi responsável por selecionar os serviços locais e as recomendações de candidatos para serviços de alto escalão. Ele demandava muito tempo para criar as rapsódias morando nas capitais. Quando Bao De foi convocado para a capital em 111 d.C. para trabalhar como ministro das finanças, Zhang continuou seu trabalho literário em sua casa em Xi'e. Aos trinta anos de idade, Zhang Heng iniciou as suas publicações na área de astronomia e matemática chinesa.

### Carreira oficial
Em 112, Zhang foi convocado pela corte do Imperador An (106–125 d.C.), quando teve a sua especialização em matemática. Quando ele foi nomeado para servir a capital, Zhang foi acompanhado para transportar um símbolo de promoção para oficial a Luoyang, onde ele veio a trabalhar como um cavalheiro da corte na Secretaria Imperial. Ele foi promovido para Chefe de Astronomia pela corte, servindo pela primeira vez durante 115 até 120 durante o Império An e depois da sucessão imperial entre 126 até 132. Como Chefe de Astronomia, ele foi subordinado do Ministério de Cerimônias, um dos nove ministérios mais poderosos, abaixo apenas dos Três Poderes.
Além dos registros do sucesso das observações celestiais, preparando o calendário e os relatos que os dias foram propícios e que infelizmente ele também estava alterando um dos testes de grau de instrução avançados para todos os candidatos para os secretários Imperiais e de supervisor de censor de alto nível em que ambos foram requeridos o conhecimento de pelo menos 9 000 caracteres Han e todos os estilos de redação.  Dentro do Império An, Zhang também trabalhou como Prefeito de Alto Escalão para Assuntos Oficiais no Ministério da Escolta, alterando os memoriais recebidos para o trono (formalmente relações de ensaios chineses a sugestões na política e administração) como também nas nomeações oficiais.
Quando o governo oficial de Dan Song propôs a reformação do Calendário chinês em 123 com a adoção de alguns ensinamentos Apocrypha, Zhang opôs a ideia. Ele considerou estes  ensinamentos de estrutura questionável e acreditou que eles podem provocar erros. Outros compartilham com a opinião de Zhang e o calendário não foi alterado, apesar da proposta de Zhang que os ensinamentos de Apocrypha deveriam ser proibidos foi rejeitado. Os oficiais Liu Zhen e Liu Taotu, membros da comissão para compilar a história da dinastia Dongguan Hanji (東觀漢記), a solicitação da permissão da corte consultar Zhang Heng. Contudo, Zhang foi barrado de participar do comitê devido a sua controvérsia opinião sobre apocrypha ,a sua objeção de relegação do Imperador Gengshi (23–25 d.C.) e o cargo de restauração da Dinastia Han com a perda de poderes do Imperador Guangwu. Liu Zhen e Liu Taotu foram Zhang somente aliados da corte e depois da morte de Zhang não teriam novas oportunidades de promoção do posto de prestígio da história da corte.
Apesar este contratempo em sua carreira oficial, Zhang foi realocado como Chefe Astrônomo em 126 d.C., depois da ascendência de Imperador Shun de Han ao trono. O seu intensivo trabalho na astronomia foi somente recompensado com a sua ascensão social e o salário de 600 bushels, ou Shi, de grãos (principalmente trocado com as moedas chinesas ou com fardos de seda). Comparando o salário da época, nesta hierarquia de vinte oficiais de alto escalão, o oficial com a categoria com menor remuneração tinha um salário de 100 bushels e o oficial mais bem remunerado recebia 10.000 bushels durante o Império o poder de Han. O salário mais baixo que que diretamente tinha contato com o governo centralizador era de 600 bushels. Qualquer oficial da categoria de base dos oficiais foi supervisionado pelas províncias ou pelo centro da classificação do alto escalão.
Em 132, ele introduziu um complexo sismógrafo na corte, onde ele afirmou ter a possibilidade de detectar a distância e a direção de um terremoto com precisão. Em uma ocasião, o sismógrafo indicou um terremoto ao norte. Como não havia percebido o tremor na capital, os seus adversários políticos foram brevemente comentar a falha no equipamento até que uma mensagem transportada depois descrevia que um terremoto tinha ocorrido sobre 400 km (248 mi) a 500 km (310 mi) do noroeste de Luoyang, na província de Gansu.

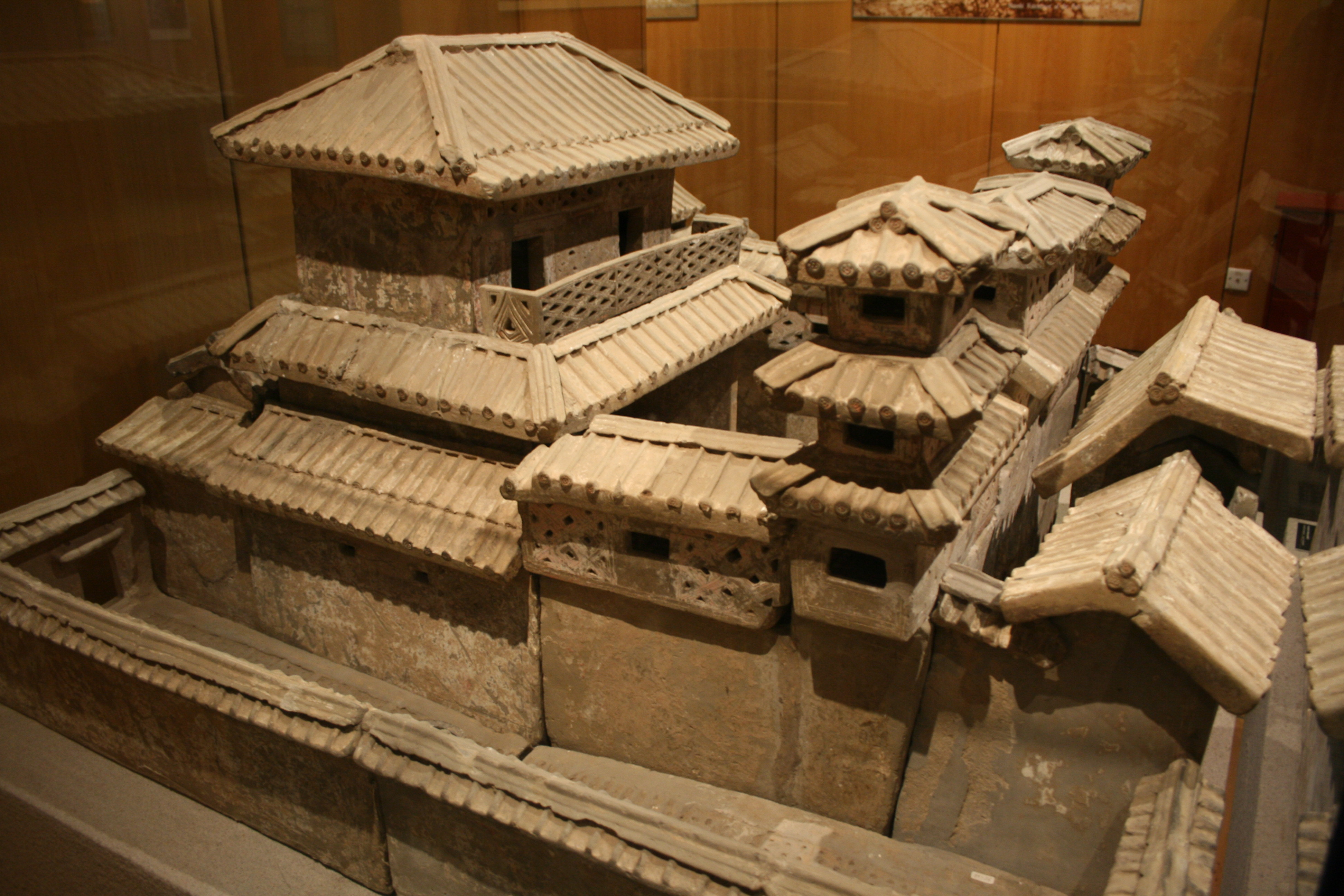
A miniatura de cerâmica dos palácios chineses feitos durante a Dinastia Han. Com o atendimento do palácio, Zhang Heng tinha o acesso pessoal do Imperador Shun e o direito de escolta-lo

Um ano depois, Zhang apresentava o sismógrafo para a corte, oficiais e candidatos correlatos que questionavam sobre a série de terremotos recentes que segundo a interpretação dos signos eram causados pelos descontentamentos do céu. Os chinês ancestrais observavam que as calamidades naturais como uma punição dos pecados que estavam perpetradas pelo soberano ou para seus subordinados na terra. No memorial ao trono, Zhang discutindo sobre as possíveis estes desastres naturais, ele criticou o novo sistema de recrutamento de Zou Xiong onde fixou a idade dos aceitáveis candidatos com o título de "Fiel e Incorruptível" aos quarenta anos. O novo sistema também transferia o poder da avaliação dos candidatos dos Três Poderes mais do que os Generais dos Agregados Familiares, que pela tradição dirigia o negócio dos cavaleiros da corte. Embora o memorial de Zhang fora rejeitado, sua condição social foi significativa logo promovia a Atendente do Palácio, uma posição ele utilizava para influenciar as decisões do Império Shun. Com o prestígio na nova condição, Zhang ganhava um salário de 2.000 bushels e tinha o direito de escoltar o imperador.
Como Atendente do Palácio no Império Shun, Zhang Heng tentava convencer os eunucos da corte que representava uma ameaça à corte. Zhang apontava especificar exemplos da história da corte com intrigas envolvendo eunucos e convenceu Shun que ele deveria assumir a maior autoridade e os limites de sua influência. Os eunucos tentavam caluniar Zhang que respondia com uma rapsódia chamada "Contemplating the Cosmos" ("Tradução Livre: Contemplando o Cosmo"). Rafe de Crespigny classificou a rapsódia de Zhang que utilizou uma figura retórica, focou para Qu Yuan (340–278 a.C.) o poema de "Li Sao" e observou que se o bom homem ou não deve evitar a corrupção mundana ou permanecer com as suas virtudes.

## Literatura e poesia

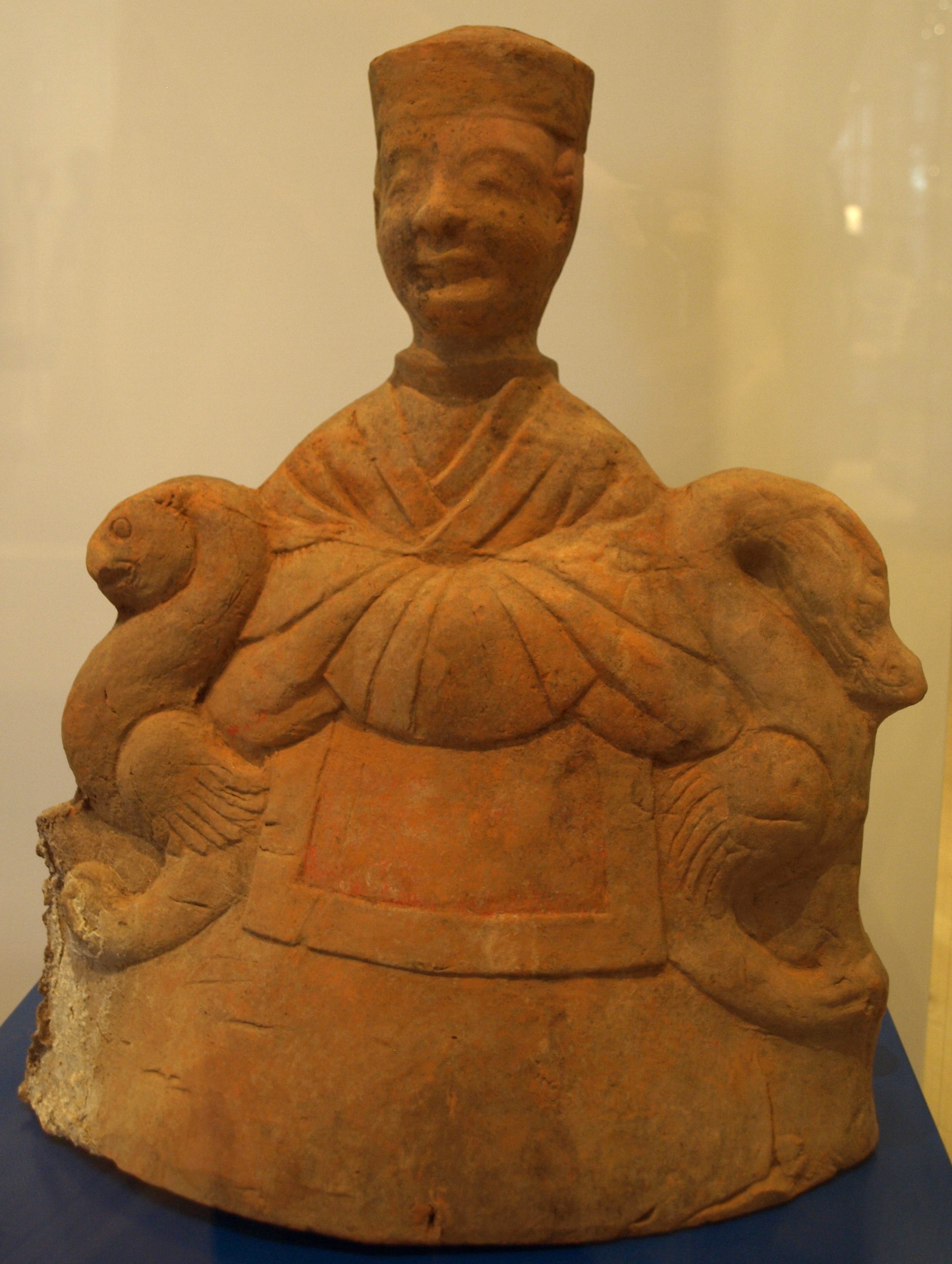
Uma figura de argila de Han Oriental da Mãe Rainha do Ocidente. Zhang fantasiou sobre ela em sua "Rapsódia em Contemplar o Mistério" (思玄賦), também os prazeres da carne e da imortalidade que ela podia oferecer não foi tentador suficiente para influenciar seu coração que foi criado em outro lugar.

Enquanto trabalhava no alto escalão da corte, Zhang Heng teve acesso a variados documentos localizados nos arquivos no Pavilhão Oriental. Zhang lia muito sobre os grandes feitos da história neste dia e ele afirmou que descobriu dez instâncias no livro Registros do Historiador, escrito por Sima Qian (145-90 a.C) e o Livro de Hã por Ban Gu (32-92 d.C.) que divergiram sobre os textos dos ancestrais que estavam disponíveis. Sua história foi preservada e lembrada no século X, no texto secular do Livro após Han por Fan Ye (398–445). Esta rapsódia e outros trabalhos literários expostos com um conhecimento aprofundado sobre os textos clássicos, a Filosofia Chinesa, e Vinte-e-quatro anos de história. Ele também compilou um comentário de Taixuan (太玄, "Grande Mistério") pelo autor daoista Yang Xiong (53-18 a.C.).
Xiao Tong (501–531), um príncipe herdeiro da Dinastia Liang (502–557), imortalizado pelos vários trabalhos de Zhang em sua antologia literária, Wen xuan. As rapsódias de Zhang'(賦, fu) incluindo a Rapsódia da Metropólis Ocidental (西京賦), Rapsódia da Metropólis Oriental (東京賦) e Retorno ao Campo (rapsódia) (歸田賦).  O último espotim das ideias do daoismo com o confucionismo e estava como um precursor depois da poesia metafísica natural, de acordo para Liu Wu-chi.
Xiao Tong (501–531), um príncipe herdeiro da Dinastia Liang (502–557), imortalizado pelos vários trabalhos de Zhang em sua antologia literária, Wen xuan. As rapsódias de Zhang'(賦, fu) incluindo a Rapsódia da Metropólis Ocidental (西京賦), Rapsódia da Metropólis Oriental (東京賦), Retorno ao Campo (rapsódia) (歸田賦).  O último espotim das ideias do daoismo como o confucionismo e estava um precursor depois da poesia metafísica natural, de acordo para Liu Wu-chi. Um conjunto de quatro curtos poemas líricas(shi 詩) intitulado de "Poemas Líricas em quarto mágoas" (四愁詩), é também incluíam com o prefácio de Zhang. Este conjunto constitui algumas das mais antigas heptasilábicas shi escritas.  Enquanto ainda em Luoyang, Zhang torna inspirava escrever Rapsódia da Metropólis Ocidental (西京賦) e Rapsódia da Metropólis Oriental, onde estava baseado em "Rapsódia de Duas Capitais" pela história de Ban Gu. O trabalho de Zhang foi similar ao de Ban, embora de este último foi elogiada o contemporâneo no regime Oriental de Han onde Zhang forneceu um aviso que ele pode sofrer o mesmo destino como o Ocidente de Han se ele também declinou dentro de um estado de decadência e depravação moral. Estes dois trabalhos satirados e criticados qual ele disse como uma excessiva luxúria das classes superiores. Zhang está em "Rapsódia da Capital Meridional" comemorou em sua cidade de Nanyang, casa de um restaurador da Dinastia Han, em Guangwu.

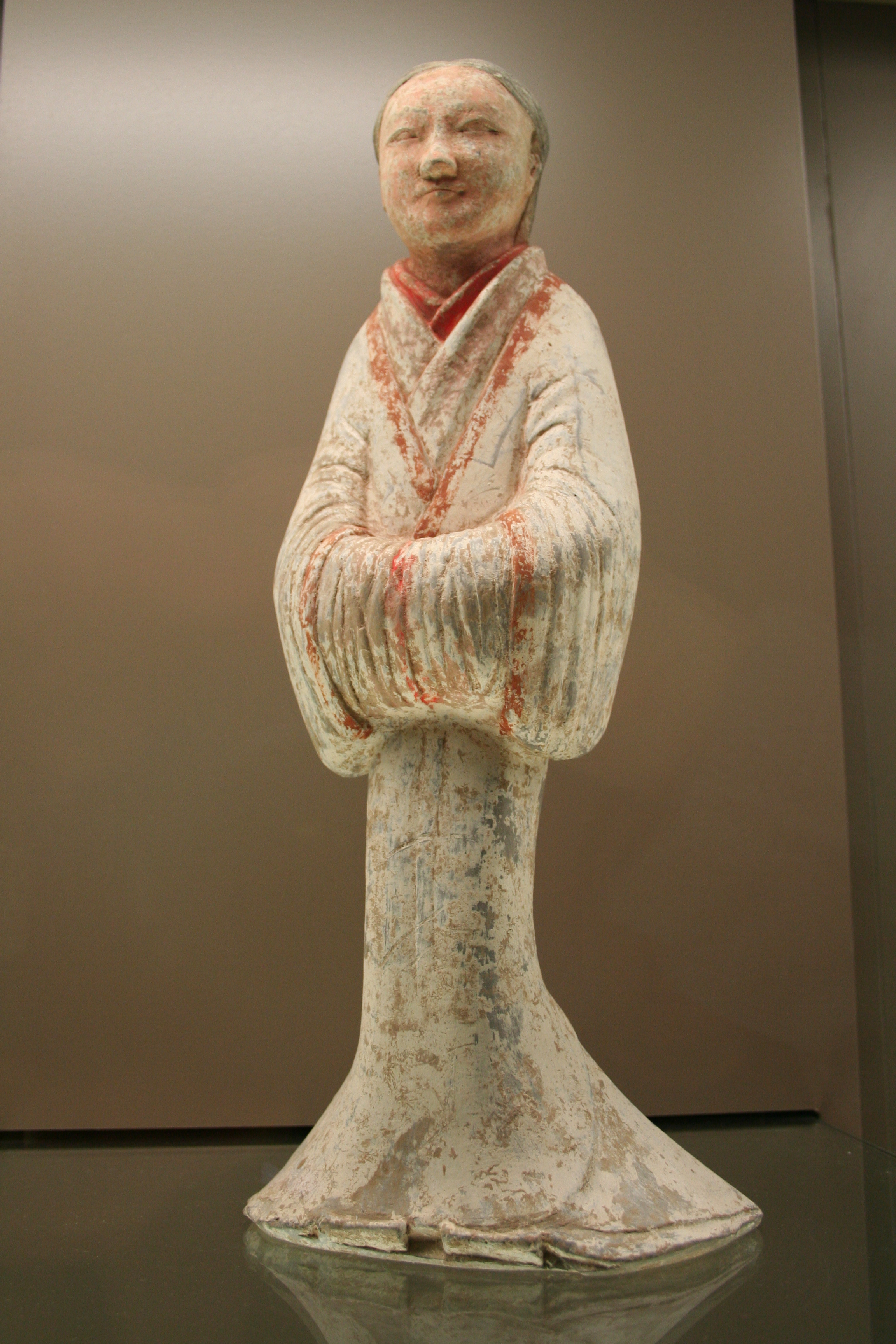
Uma estatueta terracota de Han servindo uma senhora. Em sua poesia, Zhang Heng expressou sobre a sua afinidade pela graciosa e louvável mulher. Também como era um escultor, Zhang também trabalhava em esculturas trabalhadas similar a este.

Em seu poema "Quatro Dores", ele comenta que ele é incapaz de galantear uma mulher bonita devido pelos obstáculos das montanhas, da neve e dos rios. Rafe de Crespigny, Tong Xiao e David R. Knechtges afirmam que Zhang escreveu este innuendo induzindo sobre a sua incapacidade permanecer em contato com o imperador, prejudicado pelos seus rivais indecorosos e pelos homens mesquinhos. primeiro poema é um dos primeiros na China a ter sete palavras por linha. Em "Quatro Dores" lê-se:
|            | Em Taishan fica meu querido doce lar, Porém Liangfu nos mantém tempos separados; Observando o leste, acho que comecei a chorar. Ela deu uma espada para minha alegria; Um jade dou-lhe como requinte. Eu estou perdido como ela está fora de vista; Por que devo eu me preocupar toda a noite? |
| Zhang Heng | |

Em outro poema da sua autoria chamou de "Estabelecendo as Paixões" (定情賦) — conservado em uma enciclopédia da Dinastia Tang (618–907),porém enviava anteriormente por Tao Qian (365–427) em louvor do lirismo minimalista de Zhang  — Zhang revelava sua admiração por uma atrativa e exemplar mulher.
Este tipo simplório do poema de fu influenciava depois os trabalhos do proeminente aluno e oficial Cai Yong (132–192). Zhang escreveu:
|            | Ah, a beleza simples desta sedutora mulher! Ela brilha com o charme floral e sua face florescente. Ela é única entre todos os seus contemporâneos. Ela é sem iguala entre os seus companheiros. |
| Zhang Heng | |

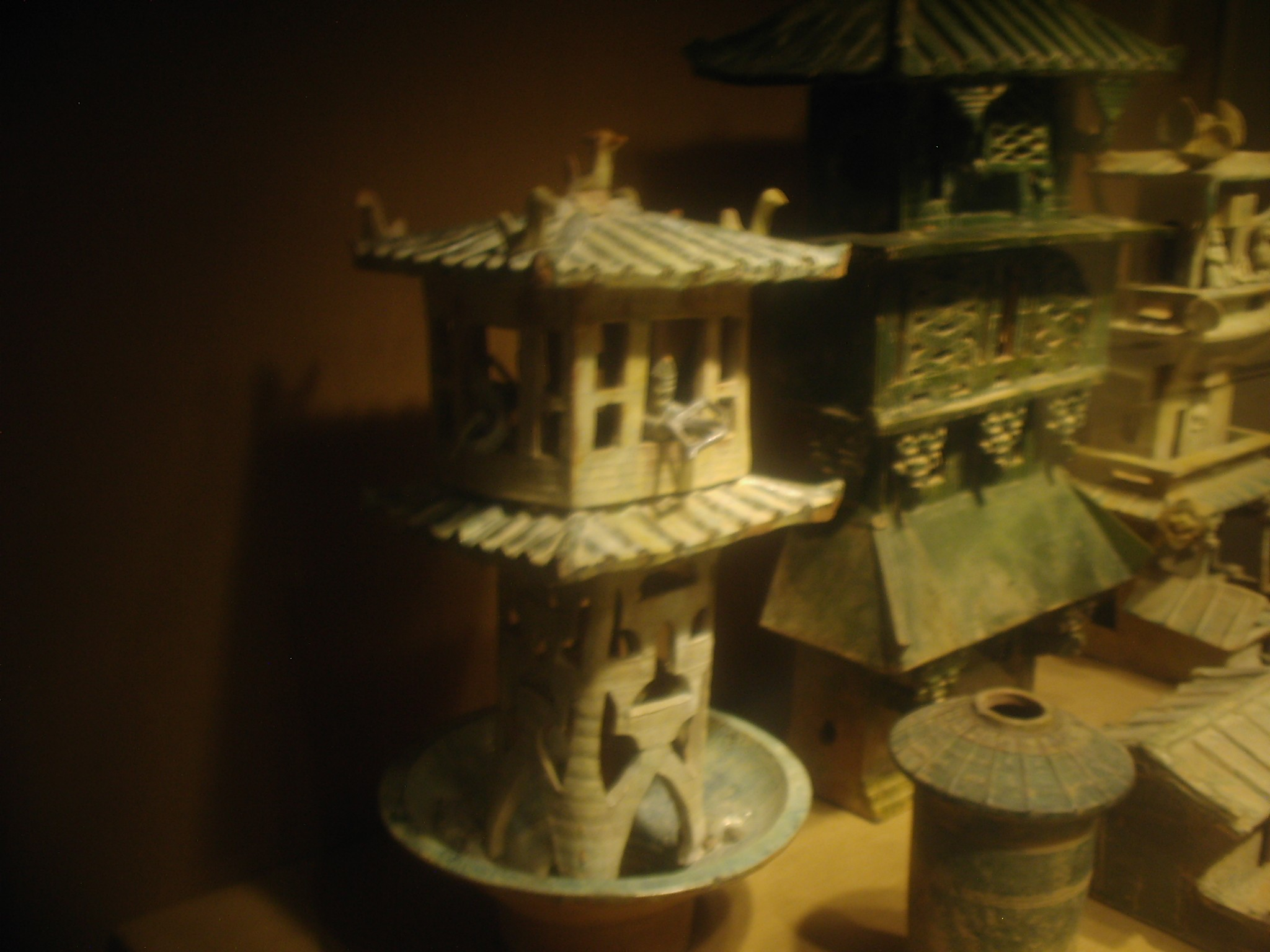
Os modelos de túmulos de relógios de água, na esquerda tinham um besteiro na varanda superior. Zhang escreveu que os Imperadores do Ocidente de Han foram entretidos pelas exposições de tiro ao arco pelas varandas das torres juntamente com Lago Kunming de Chang'an.

Os poemas líricos externos de Zhang também divulgavam uma grande quantidade de informação dos traçados urbanos e a geografia básica. Sua rapsódia "Sir Based-On-Nothing" (tradução livre: "Senhor Baseado no Nada") demonstrava detalhes do terreno, dos palácios, parques de caça, mercados e as proeminentes construções de Chang'an, a capital do Ocidente de Han. Exemplificando sua atenção a detalhes, sua rapsódia em Nanyang descrevia jardins repletos com alhos primavera, bambu de verão, alho-porro de outono, perilla, evodia e gengibres roxos. Zhang Heng escrevendo confirma a área dos parques de caça nos subúrbios de Chang'an, como sua estimativa pela circunferência do lado das paredes coincide com a estimativa de cerca de 400 do historiador Ban Gu li (um li na época da Dinastia Han era igual a 415.8 m, ou 1,364 ft, fazendo a circunferência do parque de 166,320 m, ou 545,600 ft). Paralelamente com Sima Xiangru (179–117 a.C.), Zhang anotou uma variedade de animais e os residentes dos jogos de caça, onde foi dividido nas porções do norte e do sul do parque de acordo de onde os animais vieram. Algo similar da descrição de Sima Xiangru, Zhang descreve os Imperadores do Ocidente de Han e sua comitiva aproveitando os passeios de barcos, os jogos aquáticos, a pescaria e as exibições do arco e flecha alvejando os pássaros e outros animais com as flechas de cordas do topo do Alto da Torre sobre o Lago de Chang'an's Kunming. O foco de Zhang escrevendo em locais específicos e seus terrenos, a sociedade, as pessoas e seus costumes podiam ser também visto como os primeiros esforços da categorização etnográfica. Em seu poema "Xijing fu", Zhang apresenta que ele estava ciente da nova religião estrangeira: o Budismo, introduziu a partir da Rota da Seda, como também como a lenda do nascimento de Buddha como a visão do elefante branco trazendo sobre a sua concepção. Em sua "Rapsódia do Ocidental da Metropólis" (西京賦), Zhang descreve os divertimentos da corte como um juedi (角抵), uma forma de luta teatral acompanhado por música em que seus participantes dava cabeçadas com máscaras com chifres de touro.

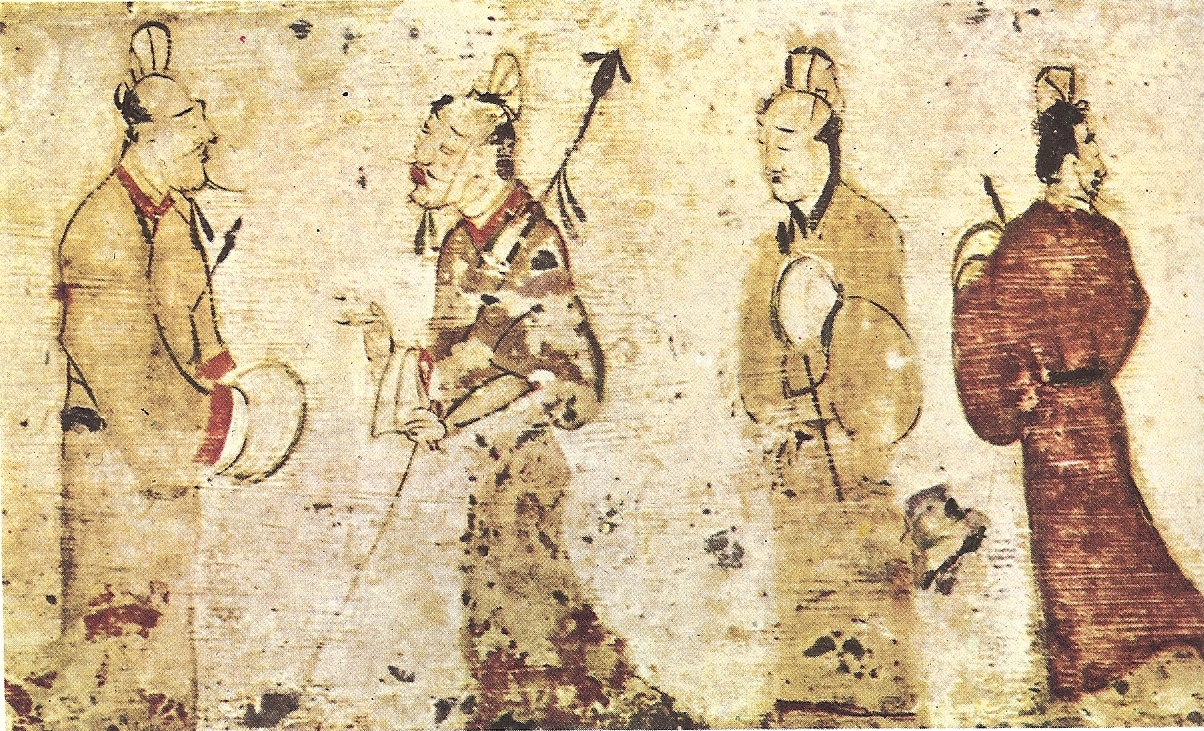
Dois homens ocupados pintando o túmulo do Ocidente de Han conversando, Zhang shelun ou discurso hipotético, enredados um diálogo escrito entre pessoas imaginárias e reais para demonstrar como podiam liderar uma vida exemplar.

Como sua resposta à crítica da minha indolência(Yingjian 應閒), Zhang foi um jovem escritor e proponente da literatura chinesa do gênero shelun, ou discurso hipotético. Autores deste gênero criavam diálogo entre eles mesmo e uma pessoa imaginária (ou uma pessoa real de seu partido ou associação), em que levanta questões para o autor em como para conduzir uma vida de sucesso.  Ele também aplicava com um dos meios de criticar a si pelas falhas no cargo no alto cargo, porém vinha para a conclusão que um cavaleiro leal expõe virtudes em vez da cobiça pelo poder. Em seu trabalho, Dominik Declercq comenta que a personalidade insistente de Zhang para avançar em sua carreira em períodos de governos corruptos provavelmente os apontados eunucos ou a Imperatriz Liang Na (116–150) e seu parentes poderosos no clã de Liang.
Zhang escreveu sobre os variados negócios amorosos dos imperadores insatisfeitos com o harém imperial , deixando dentro das incógnitas urbanas a procurar prostitutas e cantoras. Havia observado quanto a criticas dos imperadores do Oriente de Han e os seus favoritos imperiais, a forma da crítica dos imperadores anteriores da Ocidental de Han.  Além da críticas dos Imperadores do Ocidente de Han por uma pródiga decadência, ele também aprontou que suas crenças e cerimônias não se conformava adequadamente com as crenças nos ciclos chineses de yin e yang. Em um poema criticando a previsão da Dinastia do Ocidental de Han, Zhang escreveu:
|            | Aqueles quem venceram neste território foi a força Aqueles quem dependiam sobre ele suportou. Durante um riacho está comprido, a água não facilmente se acaba. Quando as raízes são profundas, ele facilmente não se apodrece. Portanto, como a extravagância e a ostentação foram dadas por rédeas livres, O odor tornou acre e cada vez mais enjoativo. |
| Zhang Heng | |

## Conquistas na ciência e na tecnologia

### Astronomia e matemática

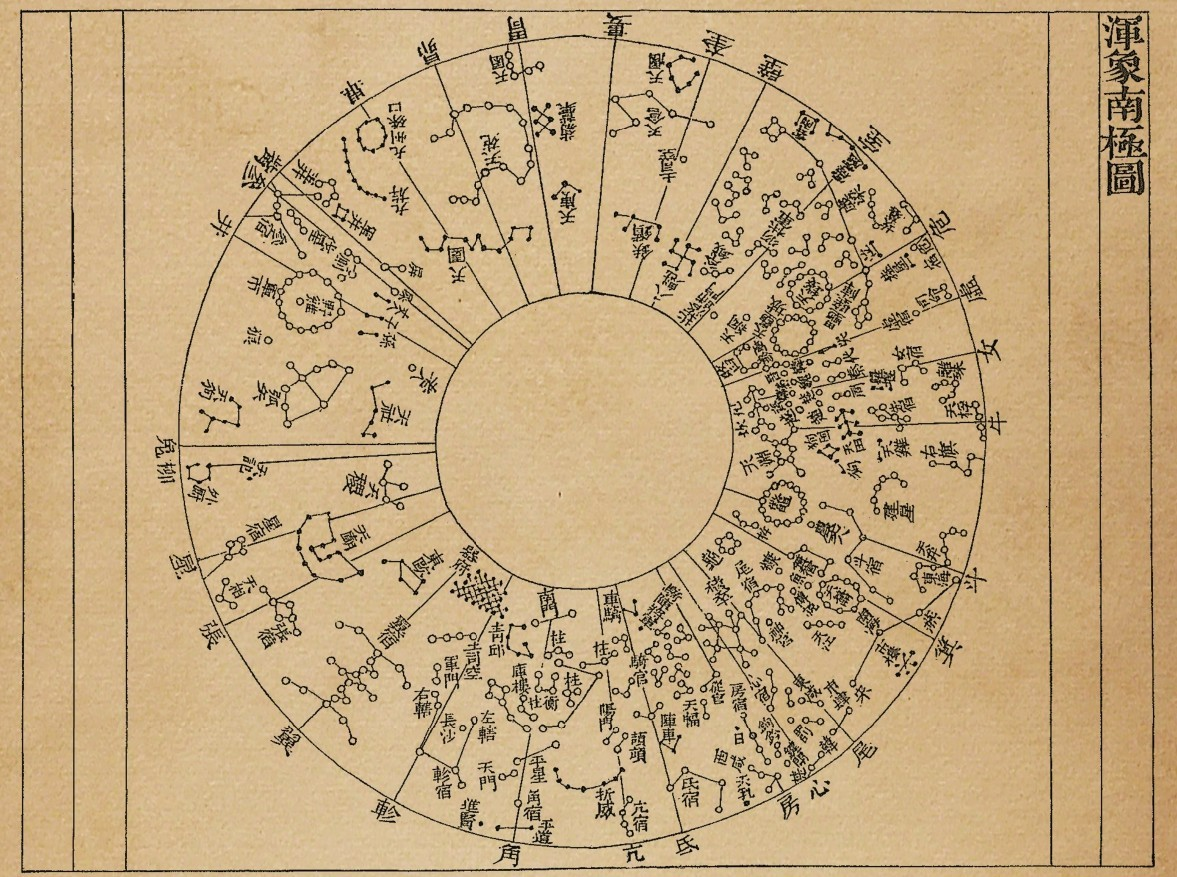
Desenhado o mapa estrelar de Su Song (1020–1101) indicando a projeção do sul polar

Durante séculos os chineses aproximaram o pi igual a 3, quando Liu Xin (23 d.C.) foi o primeiro chinês a atentar com o cálculo de pi , porém não há nenhum registro detalhando sobre os métodos aplicados que ele utilizou sobre esta constante. Em seu trabalho em 130, Ele comparou o círculo celestial com o diâmetro da Terra, proporcionou ao molde pelo numerador com o valor de 736 e o denominador como 232, considerando o valor de pi como 3.1724. Na sua época, a razão 4:3 foi dada por uma área de um quadrado para uma área inscrita de um círculo e o volume de um cubo pode ser também 42:32. Na fórmula, com D como diâmetro e V como volume, D3:V = 16:9 ou V={\displaystyle {\tfrac {9}{16}}}D3; Zhang percebeu que o valor em relação do diâmetro com nesta fórmula estava imprecisa, observando a discrepância como o valor tido pela razão. Ele observou ao apurar esta fórmula com a adição do {\displaystyle {\tfrac {1}{16}}}D3, por isso V={\displaystyle {\tfrac {9}{16}}}D3 + {\displaystyle {\tfrac {1}{16}}}D3 = {\displaystyle {\tfrac {5}{8}}}D3. Com o raio do volume do cubo para a esfera inscrita em 8:5, o raio implícito da área do quadrado do círculo é √8:√5. De acordo com a fórmula, calculou o pi pela raiz quadrada de 10 (ou aproximadamente 3.162). também calculou o pi com {\displaystyle {\tfrac {730}{232}}} = 3.1466 no livro de Ling Xian (靈憲). No século III, Liu Hui fez o cálculo com mais precisão com a utilização de sua constante matemática, onde deu o valor de 3.14159. Depois, Zu Chongzhi (429–500 d.C.) aproximou o pi em {\displaystyle {\tfrac {355}{113}}} ou 3.141592, o cálculo mais preciso de pi encontrado da China Antiga.

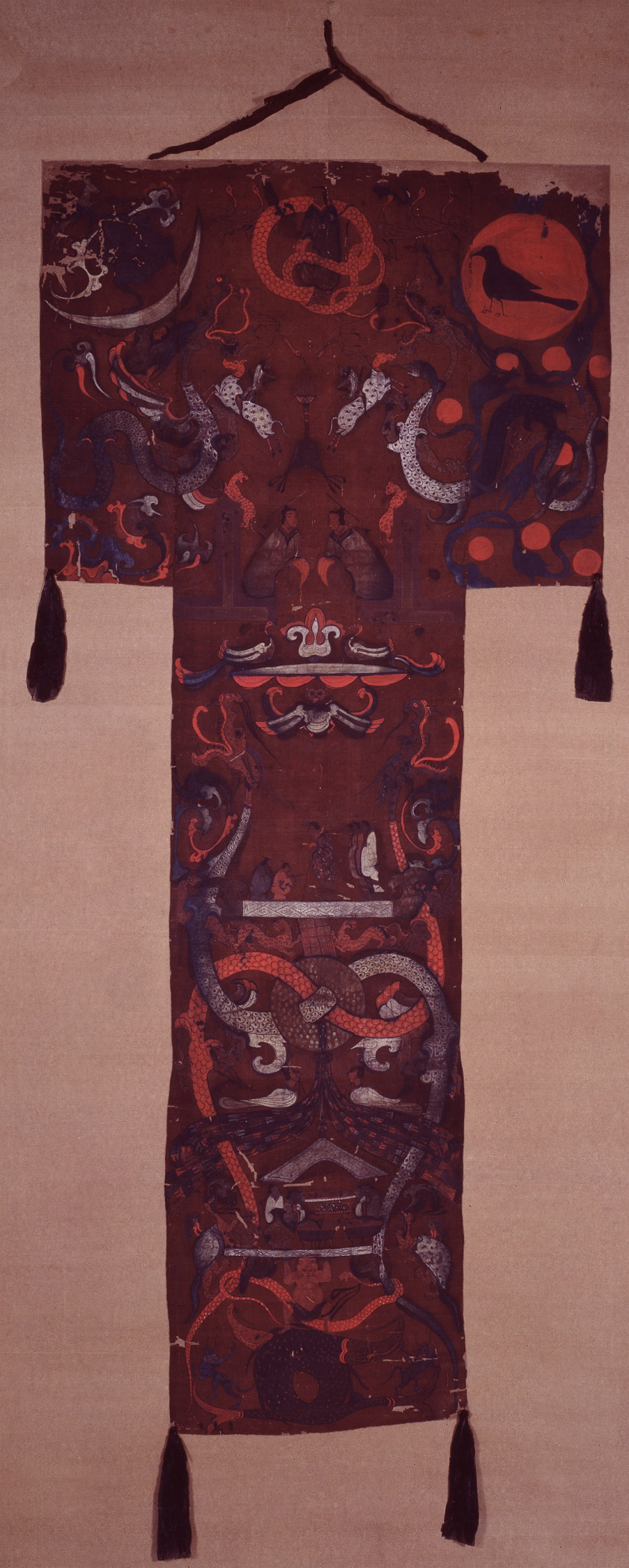
Na dinastia Han Ocidental a insígnia de seda durante o século II d.C. no túmulo de Mawangdui, esta insígnia funerária apresenta uma lua em uma lasca de madeira no topo da esquerda e o sol no topo da direita, ambos com representações cosmológicas do sapo e o corvo, respectivamente.

Em sua publicação denominava A Constituição Espiritual do Universo em 120 d.C. (靈憲, Ling Xian), Zhang teorizou que o universo era como um ovo " como a volta conforme uma pastilha de uma besta (arma)" como a aparência das estrelas e o Planeta Terra como a gema central. Esta teoria do universo é congruente com a teoria geocentrista e se opõe a teoria heliocentrista. Apesar do Período dos Reinos Combatentes, os astrônomos Shi Shen e Gan De tinham compilado o primeiro catálogo estrelar na China em 4 a.C, no entanto ele catalogou 2.500 estrelas que ele localizou na categoria "brilhantemente brilhante" (os chineses estimavam 14.000) e ele reconheceu 124 constelações. Comparando com outros cientistas, ele descobriu muito mais estrelas do que Hiparco (190-120 a.C.) e Ptolemeu (83–161 d.C.), respectivamente, 850 e 1000 estrelas. Ele apoiou a teoria da "influência da radiação" para explicar o eclipse solar e o eclipse lunar, uma teoria que foi contestada por Wang Chong (27–97 d.C.). Em Ling Xian, Zhang escreveu:
O sol é como o fogo e a lua é como a água. O fogo libera luz e a água reflete-lhe. Por tanto, a lua é brilhante é produto da radiação solar e a escuridão da Lua é devida (a luz do) sol ser obstruído. O lado cujas faces do Sol são totalmente iluminadas e outro são completamente escuros. Os planetas (também como a Lua) têm a natureza da água e reflete a luz. A luz baldeando adiante com o Sol não pode sempre alcançar a lua que é devida pela obstrução da Terra em si, que é chamado de 'an-xu', um eclipse lunar. Embora (um efeito similar) acontece com um planeta (nós dizemos) uma ocultação, quando a Lua passava transversalmente (no caminho do Sol) em seguida há um eclipse solar.
Ele observava que estes fenômenos astronômicos também condições sobrenaturais. O signo dos cometas, eclipses e movimentos de corpos celestiais podem ser todos interpretados como guias do céu de como conduzir a administração do estado. Os escritores contemporâneos também escreviam sobre os eclipses e a esfericidade dos corpos celestiais. O teórico musical e o matemático Jing Fang (78–37 a.C) escreveu sobre as formas esféricas do Sol e da Lua embora discutindo os eclipses:
 A lua e os planetas são de Yin. Eles têm corpos foscos. Este eles recebem somente com a iluminação do Sol. O formato de lente recebia o Sol como um corpo redondo numa constelação de uma besta e eles pensam que a Lua tinha um espelho natural. Alguns deles reconheciam também, a lua como a sua esfera Aquelas partes da Lua onde o Sol ilumina com um aspecto brilhante e estas partes não acontecem o seu escurecimento.
A teoria postulada por Zhang e Jing foi apoiada depois pelos cientistas pré-modernistas como o Shen Kuo (1031–1095 d.C.) que ampliou o discurso porque o Sol e a Lua eram esféricos.

### Adição de uma tanque nos relógios de água

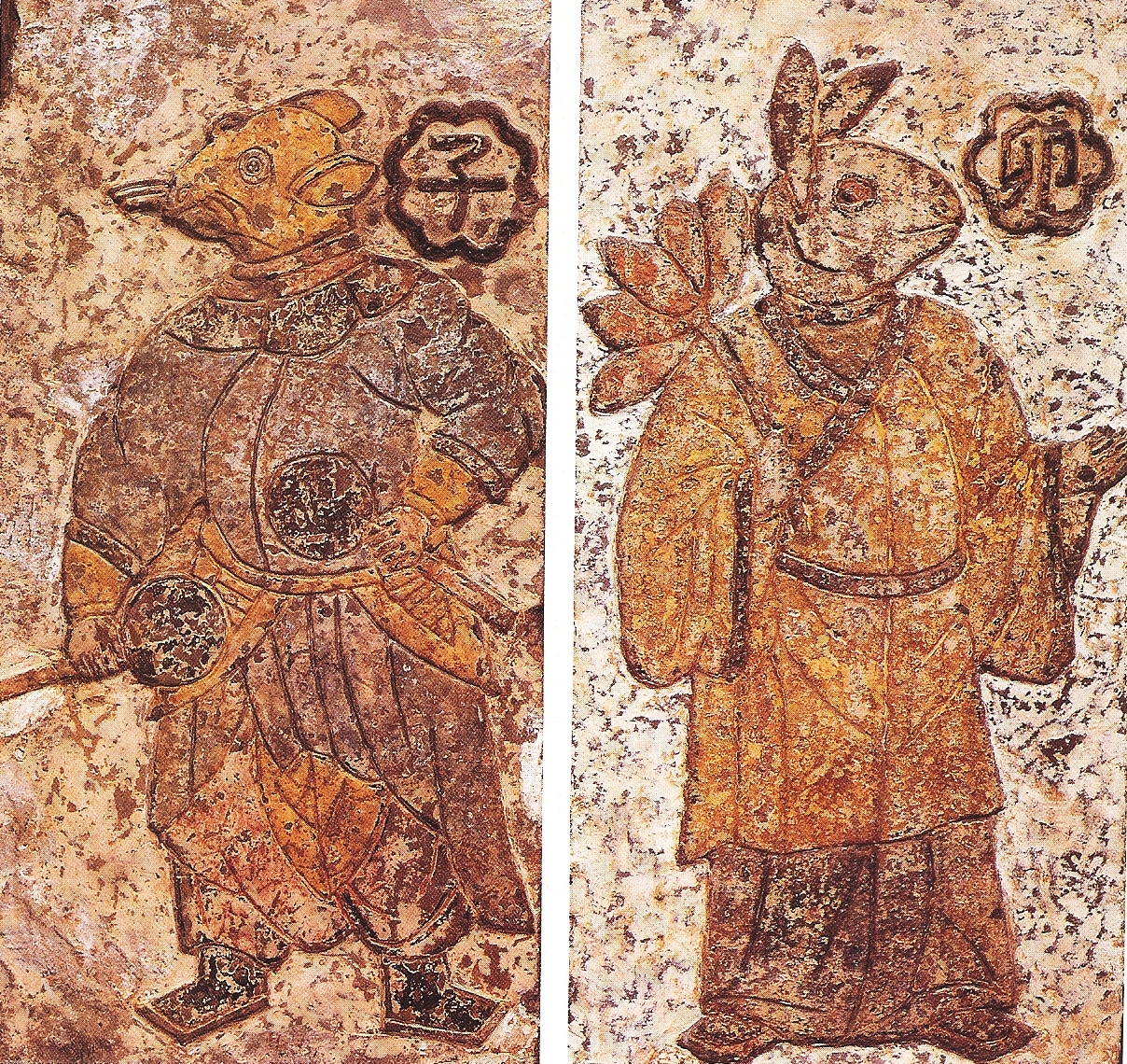
Nas pinturas em telha da Dinastia Han, existia a consciência do tempo, os chinês acreditam em sua mitologia para dividir entre o dia e a noite, tal como estes dois guardiões aqui representando 11 da manhã (a esquerda) e 5 da tarde à 7 da noite (a direita)

O escoamento do clepsidra foi um dispositivo de cronometragem utilizado na China há um longo tempo desde a Dinastia Shang (1600–1050 a.C.), e certamente pela Dinastia Zhou (1122–256 a.C.). O afluxo do relógio de água com uma haste indicadora tem conhecido na China desde o início da Dinastia Han em 202 d.C. e foi substituído por um modelo de escoamento. A dinastia Han observou o problema com a queda da cabeça de pressão no reservatório, que retardava a cronometragem do dispositivo como um afluxo de reservatório foi preenchido. Zhang Heng foi o primeiro para tratar deste problema, indicou em seus textos em 117, pela adição de um tanque extra entre o reservatório e o receptáculo do afluxo. Zhang também montava duas estatuetas da imortalidade chinesa e um guardião celestial no topo do afluxo do relógio de água, os dois de que faria guia a haste indicadora com o seu controle a sua esquerda e o ponto das graduações com a sua direita. Joseph Needham citou que este foi talvez o ancestral de todo o relógio de marcar em um relógio mecânico no século XIII, porém ele observa que estes números não faziam realmente mover os braços das estatuetas ou transmitir as horas. Muitos tanques adicionais compensatórios foram adicionados para clepsidras posteriores na tradição de Zhang Heng. Em 610, na Dinastia Sui (581–618) os engenheiros Geng Xun e Yuwen Kai trabalhava em braços desiguais para equilibrar um braço-romano onde disponibiliza fazer ajustes sazonais na cabeça de pressão em um tanque de compensadores, somente que se pode controlar o fluxo de água para diferentes comprimentos de dia e noite, durante o ano. Zhang mencionou um "pescoço de jade de dragão", onde tempos mais tarde significava um sifão. Ele escreveu sobre os flutuadores e os indicadores de hastes nos relógios de água como abaixo:
 Vasos de bronze são feitos e localiza um em cima do outros em níveis diferentes, eles são preenchidos com água pura. Cada tinha uma abertura pequena inferior em formato de um 'pescoço de jade de dragão'. O gorjear de água (a partir de cima) entra com dois receptores de afluxo (alternadamente), a esquerda um sendo para a noite e a direita um sendo para o dia. Na cobertura de cada (receptor de afluxo) há um pequeno lançamento de estatuetas em um bronze dourado, à esquerda (noite) há um imortal e a direita (dia) há um policial. Estas guias ilustrativas a haste indicadora com suas mãos esquerdas, e o indicador de graduações em seus braços direitos, também medindo o tempo.

### Cartografia

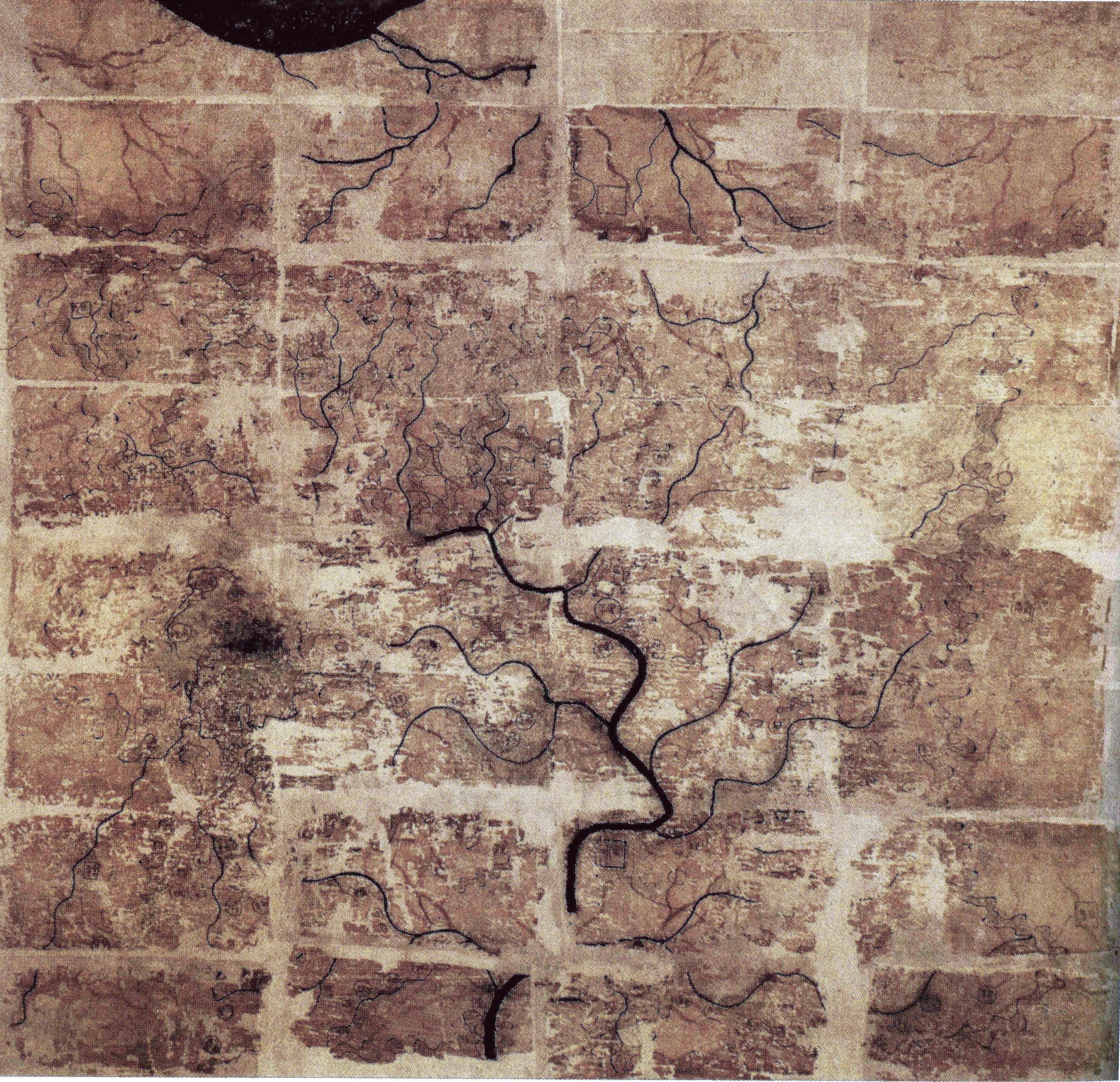
Em breve, de acordo com este mapa de seda, o Norte de Han (202 BC – AD 9) foi fundado na região do terceiro túmulo de Mawangdui, retratando o Reino de Changsha e de Nanyue no sul da China.(Observe: a direção sulista está orientada em cima, no norte do mapa.)

Os cartográficos Wei (220–265) e na Dinastia Jin (265–420) com o oficial Pei Xiu (224–271) foram os primeiros chineses a descrever completamente em linhas com coordenadas cartesianas nos mapas com precisão aplicando a escala, como a sua descrição topográfica (elevação). Contudo, na modelagem dos mapas na China já havia desde início do século VI a.C, com os mapas de Qin foram descobertos em Gansu em 1986. Apontam com precisão com os cursos dos rios sinuosos e a familiaridade com a distância escalada tinha bem conhecida desde Dinastia Qin e a Dinastia Han, respectivamente, como evidenciava a existência de seus mapas, enquanto a utilização de uma rede retangular tinha conhecido na China desde a Dinastia Han bem. O historiador Howard Nelson comentou que, apesar de que a consideração do trabalho Zhang Heng na cartografia são algo vago e esquemático, há uma evidência extensa que Pei Xiu derivava a aplicação das redes retangulares como as referências dos mapas de Zhang Heng. Rafe de Crespigny comenta que foi Zhang quem estabilizou o sistema de grades retangulares na cartografia chinesa. Needhan aponta que o título do seu livro Flying Bird Calendar (Tradução Livre:"Calendário do Pássaro Voador") deve ter uma mistura,e que o livro é muito mais preciso o intitulado Bird's Eye Map (Tradução livre:"Mapa do Olho do Pássaro"). O historiador Florian C. Reiter observa que na narrativa de Zhang "Guitian fu" contém uma frase sobre a aclamação dos mapas e documentos de Confúcio na Dinastia Zhou, onde Reiter sugere que os mapas de localização (tu) no mesmo nível de importância com os documentos de (shu). Ele é documentado que a geografia física do mapa foi o primeiro apresentado por Zhang Heng em 116 d.C., chamado de Ti Hsing Thu.

### Esfera armilar hidráulica

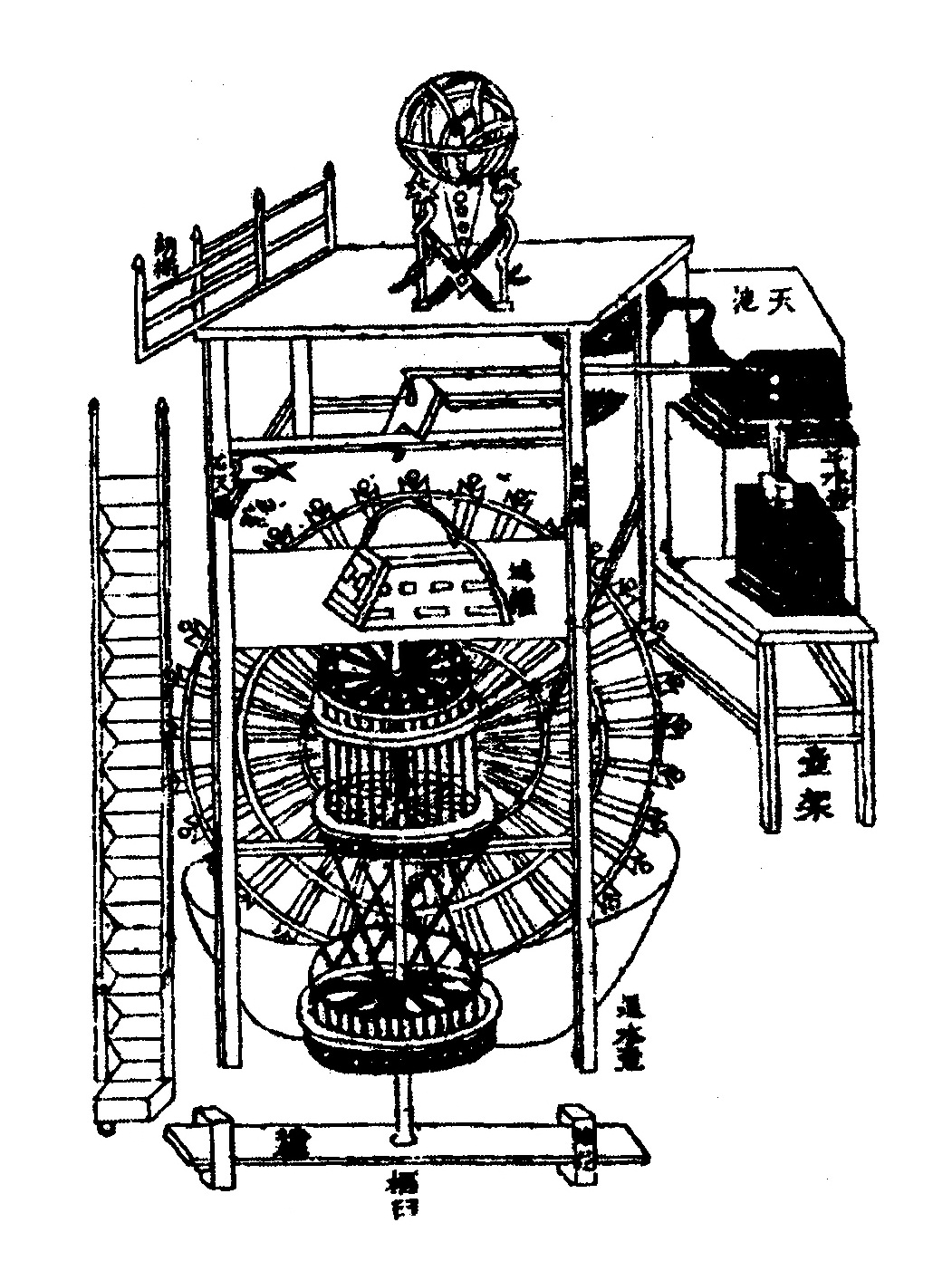
O diagrama original do relógio de água de Su Song(1020–1101) ,com uma esfera armilar movida por uma roda hidráulico, mecanismo de escoamento e a sua transmissão em escala.

Zhang Heng é pioneiro em aplicar a hidráulica com a transformação da potência motriz (isto é empregando uma roda de água e um relógio de água girando uma esfera armilar), um instrumento astronômico representando a esfera celeste. O astrônomo grego Eratóstenes (276–194 a.C.) inventava a primeira esfera armilar hidráulica em 255 a.C. A esfera armilar chinesa estava finalizada em 52 a.C.,com o auxílio do astrônomo Geng Shouchang com a adição de um anel permanente fixo na faixa equatorial. Em 84 d.C.  os astrônomos Fu An e Jia Kui adicionavam um anel eclíptico , e depois, Zhang Heng adicionou os anéis horizontais e nos meridianos. Esta invenção é descrita e atribuída para Zhang nas citações por Hsu Chen e Li Shan, referente ao seu livro Lou Shui Chuan Hun Thien I Chieh ou (Aparato de uma Rotação de uma Esfera Armilar por um Relógio de Água). Ele foi provavelmente não é um livro realmente escrito por Zhang, porém um capítulo de seu livro Hun I ou Hun I Thu Chu, escrito por 117 d.C. Sua esfera armilar hidráulica influenciou o desenho depois de relógios de água e auxiliou para os descobrimentos de mecanismos de escape no século XIII. O historiador Joseph Needham (1900–1995 d.C.) comentou:
Quais foram os fatores principais para o primeiro mecanismo de escape em relógios na China? O chefe principal para Yi Xing (725 d.C.) foi do curso da sucessão de 'pré-relógios' onde tinha iniciado com Zhang Heng em 125. Razóes tinham sido dados por acreditar que a aplicação de baixa potência da movimentação das esferas armilares computacional e dos globos celestiais computacionais pelo formato de uma pá de água utilizando uma clepsidra de gotejamento, que intermitentemente exercido a força de um em-puxo para atuar de um dente de uma engrenagem de um eixo polar-axial. Zhang Heng em sua vez tinha composto esta combinação pela união de anéis armilares de seus predecessores dentro de uma esfera equatorial armilar, e combinando-os com os princípios de um moinho de água e martelos hidráulicos que tinha vindo somente com muita difusão na cultura chinesa no século anterior.
Zhang não foi o pioneiro na tradição chinesa na engenharia hidráulica, onde começou durante dentro da Dinastia Zhou (no século 6 a.C.), através do trabalho de engenheiros como Sunshu Ao e Ximen Bao. O contemporâneo de Zhang, Du Shi, (38 d.C.) fio o primeiro a aplicar o movimento da força de pás de água para operar a fole de ferreiro de um alto-forno para fazer a gusa , e o forno de cúpula para fazer o ferro fundido. Zhang forneceu uma descrição valiosa de sua esfera armilar hidráulica em sua dissertação em 125, afirmando:
Os anéis equatoriais vai sobre a cavidade da esfera armilar 91° e 5/19° (graus) longe do pólo. O círculo de um eclipse também vai à volta da cavidade do instrumento no ângulo de 24 graus sob o equador. No solstício a eclíptica é de 67° (graus) e de uma fração de distância dentro do Polo, onde no solstício de inferno ele é de 115° (graus) e uma fração de distância. Consequentemente (os pontos) onde o eclíptico e a intersecção devem dar a partir da distância do norte polar da primavera e dos equinócios de outono. Porém agora (ele tinha sido registrado que) o equinócio de primavera é de 90° e 1/4° (graus) embora a partir do pólo e o equinócio de outono está em 92 e 1/4 (graus) distante. A figura formada é adotada propriamente porque combinada com os (resultados obtidos pelo) método da mensura da sombra solsticial como incorporada no calendário da Dinastia Xia.
A esfera armilar hidráulica de Zhang Heng tinha efeitos profundos na astronomia chinesa e na engenharia mecânica nas futuras gerações. Seu modelo e usa complexo de muitas engrenagens influenciava os instrumentos movidos a água de astrônomos depois como Yi Xing (683–727 d.C.), Zhang Sixun (no século X), Su Song (1020–1101 d.C.), Guo Shoujing (1231–1316 d.C.) e muitos outros. As esferas armilares hidráulicas na tradição de Zhang Heng que foi utilizado em eras dos Três Reinos (220–280 d.C.) e na Dinastia Jin (265–420 d.C.), também o desenho foi temporariamente fora de uso entre 317 e 418, devido pelas invasões dos nómadas no norte de Xiongnu. Os instrumentos antigos de Zhang Heng foram recuperados em 418, quando o Imperador Wu de Liu Song (420–422 d.C.) capturou a antiga capital de Chang'an. Apesar de ainda intacto, os marcadores graduados e as representações das estrelas, da lua, do sol e os planetas estavam bastante desgastados pelo tempo e pela ferrugem. Em 436, o Imperador mandou a Qian Luozhi, o Secretário de Serviços Astronômicos e de Calendários, recriar o dispositivo de Zhang, onde ele recriou com sucesso. O globo da esfera armilar hidráulica foi ainda aplicado durante a Dinastia Liang (502–557 d.C.) e os seus modelos sucessivamente nas dinastias subsequentes.

### Odômetro e o Sul do Ponto de Chariot
Zhang Heng é frequentemente dado os créditos com o primeiro odômetro, uma conquista também atribuída a Arquimedes (287–212 a.C.) e o Heron de Alexandria (10–70 d.C.). Este instrumento foi utilizado pela Roma Antiga e pelos império chinês Han nos mesmos períodos. No século III, os chineses tinham denominados o ji li gu che, ou "li-gravação de transporte de tambor" (ou a medida moderna de li = 500 m/1640 ft).

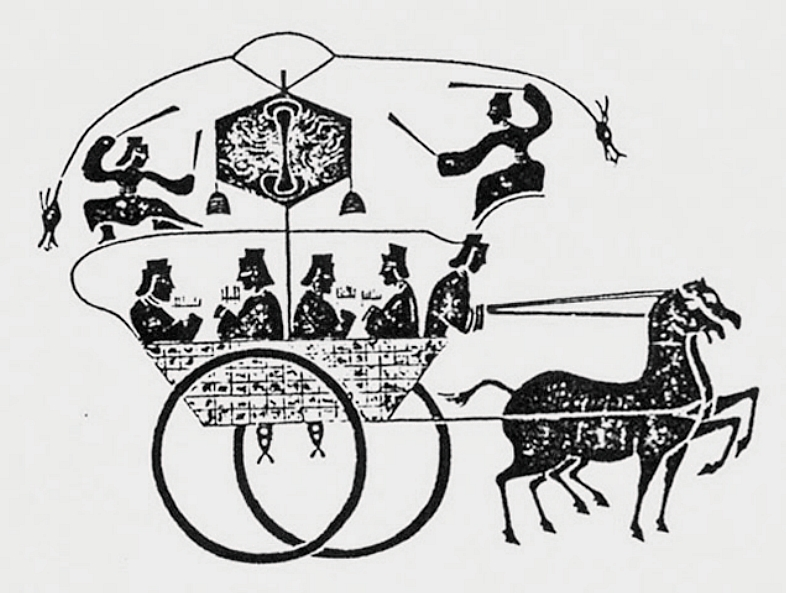
O transporte do Odômetro vem do atrito da impressão no Norte da Dinastia Han em 125.

Os textos da China Antiga descrevem as funções mecânicas da carroça; depois de atravessar um li, uma figura de madeira dirigída mecânicamente batia no tambor, e depois de dez li, outra figura de madeira batia no gongo ou sino com a operação de um braço mecânico. Contudo, havia evidências sugerindo que a invenção do odômetro foi um processo gradual na Dinastia Han, na China que centralizou sobre o "huang men" (tradução livre:"homem de huang") que significa membro da corte (isto é os eunucos, oficiais do palácio, atendentes e familiares, atores, acrobatas, entre outros.) que acompanhavam os desfiles musicais da realeza no "drum-chariot" (tradução livre: "Condução de gala"). Há a especulação que durante o século I a.C. que a batedura dos tambores e gongos foram acionados mecanicamente pela rotação das rodas na estrada. Este deve ter na realidade sido o modelo de Luoxia Hong (c. 110 a.C.), também depois em 125 o odômetro transportado mecanicamente foi conhecido, como foi descrito no mural do túmulo de Xiao Tang Shan.
O Ponto de Referência do Sul da Biga foi outro aparelho mecânico inventado por Zhang Heng. Era um instrumento de agulha não-magnética na forma de duas rodas de condução de gala acionada pelas rodas de gala unidas por uma estatueta de madeira para apontar constantemente para o sul. O Song Shu (500 d.C.) nota que Zhang Heng reinventou de um modelo utilizado na era da Dinastia Zhou, porém devido aos colapsos violentos da Dinastia Han infelizmente não foi preservado. Se Zhang Heng inventou ou não, Ma Jun (200–265 d.C.) sucedeu a Biga no século seguinte.

### Sismógrafo de Zhang

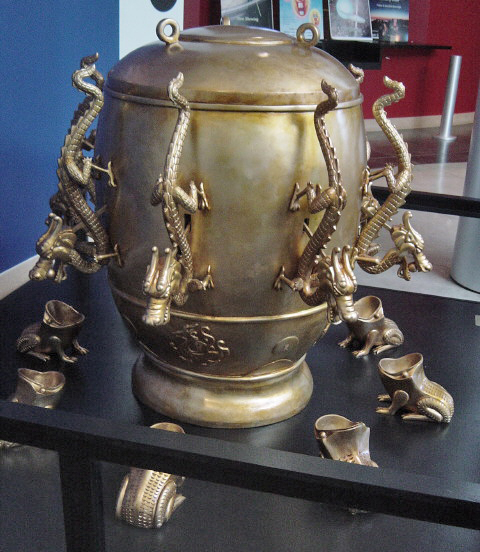
Uma réplica do sismógrafo Zhang Heng, o Houfeng didong yi, exibido no Observatório e no Centro científico em Oakland, California.

Ao longo de eras, os chineses estiveram preocupados com as forças destrutivas dos terremotos. Ele foi lembrado por Sima Qian Records of the Grand Historian (tradução livre: Registros da Grande História) em 91 d.C. quando um dos terremotos foi poderoso ao ponto de desviar o curso de três rios. Os ancestrais chineses não compreendiam que o movimento das placas tectônicas na crosta da Terra causavam os terremotos, em vez disso, os ancestrais da Dinastia Zhou explicavam que eram distúrbios com o Cosmo yin e yang, junto com os céus, pelos descontentamentos com as leis exercidas (ou as pessoas comuns com as injustiças ignoradas) pelos seus julgamentos. Estas teorias foram intimamente derivadas dos textos antigos de Yijing (Livro das Alterações), em seu quadragésima e primeiro hexagrama. Havia outras teorias anteriores sobre terremotos, desenvolvidas pelos antigos gregos. Anaxágoras (500–428 a.C.) acreditava que eles foram provocados pelo excedente de água perto da costa terrestre da Terra explodindo dentro das cavidades da Terra. Demócrito (460–370a.C.) acreditou que a saturação da Terra com a água era a causa dos terremotos. Anaxímenes de Mileto (585–525 a.C.) acreditavam que eles foram o resultado de falhas de peças massivas da Terra dentro das cavidades cavernosas devido à diminuição de energia térmica e Aristóteles (384–322 a.C.) acreditou que eles eram causados pela instabilidade de vapor (pneuma) pela desidratação da Terra pelos raios solares.
Durante a Dinastia Han, muitos eruditos incluindo Zhang Heng acreditavam-nos "oráculos do vento”.  Estes oráculos do oculto observava a direção, força, e a cronometragem dos ventos para especular sobre a operação do cosmos e predicar eventos da Terra. Estas ideias influenciavam Zhang Heng a observar as causas do terremoto. Contra a sedimentação de jovens teorias propostas pelos chineses e contemporâneos gregos, Zhang Heng acreditou que os terremotos eram causados pelo vento e o ar, escreveu:
A causa principal dos terremotos é o ar, um elemento naturalmente rápido e móvel de lugar para lugar. Como uma longa e também calma, porém estreita em um espaço vazio, ele permanece inocentemente, não trazendo problemas para os objetos na sua área. Porém qualquer causa vindo sobre de fora desperta-lo, ou comprimia-lo, e dirigia dentro de uma cavidade  ...  e quando a oportunidade de fuga é interrompida, depois 'Como o murmúrio profundo da montanha ele ruge as barreiras', onde depois de um longo desgaste ele expele e lança no alto, crescendo com uma força mais feroz o obstáculo como que sustentou.
Em 132, Zhang Heng apresentou para a corte de Han que muitos historiadores consideram ser sua invenção mais expressiva, o primeiro sismógrafo. Ele foi nomeado de Houfeng didong yi (候風地動儀, lit. um instrumento para mensurar os ventos sazonais e os movimentos da Terra), e ele foi habilitado à cerca (saída de oito direções) aonde os terremotos venham surgir. De acordo com o Book of Later Han (tradução livre: O livro depois de Han) (compilado por Fan Ye no século X), sua invenção de urna de bronze, com um pêndulo oscilante dentro, este habilitado para detectar a direção de um terremoto com milhares de milhas/kilômetros. Havia principalmente no governo Han em envio de ajuda rápida e no socorro para regiões devastadas pelos desastres naturais. O equipamento ser consideravam importante suficiente ser mencionado nos capítulos do anais do Book of Later Han (tradução livre: O livro Depois de Han),detalhando o reino do Imperador Shun.
Para indicar a direção de um terremoto distante, o equipamento de Zhang soltava uma bola de bronze para um dos oito projeções incubadas em forma de cabeça de dragão, a bola caia dentro do bocal de um objeto de metal correspondente em forma de como um sapo, cada um representando uma direção dos pontos da rosa dos ventos.  Seu equipamento tinha oito braços móveis (todos com oito direções) conectados com manivelas tendo mecanismos manuais na periferia. Quando saltitava, uma manivela e o nível do ângulo a direita elevaria uma cabeça de dragão e lançava uma bola onde tinha sido suportada por uma onda baixa na cabeça de dragão. Seu equipamento também incluiu um pino vertical passante através de uma ranhura em uma manivela, um equipamento manual, um pivô na sua projeção, um extingue pendurado, um acessório para atirar e uma barra horizontal suportando o pêndulo. Wang Zhenduo (王振鐸) demonstrava que a tecnologia da era da Oriental de Han foi sofisticada suficiente para produzir tal equipamento, como evidenciava pelas alavancas contemporâneas e a aplicação de manivelas em outros dispositivos como os gatilhos de besta.

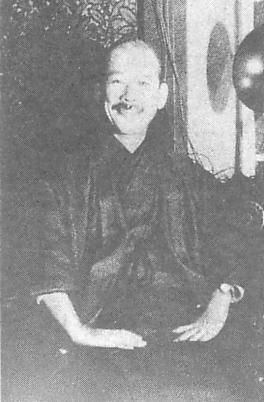
O sismólogo japonês Akitsune Imamura reconstruiu o sismógrafo de Zhang Heng em 1939 na Universidade de Tóquio.

Os períodos subcentedentes depois dos chineses foram disponibiliza reinventar o sismógrafo de Zhang. Ele inclui no século XI o matemático e agrimensor Xindu Fang do Norte da Dinastia de Qi (550–577) e o astrônomo e matemático Lin Xiaogong da Dinastia Sui (581–618).  Como Zhang, Xindu Fang e Lin Xiaogong foram patronos imperiais pelos seus serviços na habilidade de criar dispositivos para a corte. Pelo tempo da Dinastia Yuan (1271–1368),ele foi reconhecido que todos os aparelhos feitos anteriormente foram preservados, exceto para o sismógrafo. Havia discutido pelo erudito Zhou Mi em 1290, quem comentou que os livros de Xindu Fang e Lin Xiaogong detalhando seus equipamentos sismológicos já não era para ser uma descoberta. Horwitz, Kreitner e Needham especulam se a era Dinastia Tang (618–907) os sismógrafos fundavam pelos seus contemporâneos japoneses, de acordo com Needham, "instrumentos de tipo aparentemente tradicionais há um pinos movido por um pêndulo projetado em muitas direções e habilitados para penetrar em uma superfície de cilindro de papel, tinha sido descrito."
A situação de Hong-sen Yanque as réplicas do equipamento de Zhang tinham fracassado pelo aprendizado do nível de precisão e sensibilidade descrito nos registros históricos chineses.  Wang Zhenduo apresentou dois modelos diferentes do sismógrafo baseado nas descrições antigas do equipamento de Zhang. Em sua construções em 1936, os pilares centrais (du zhu) do equipamento tinha um pêndulo suspenso ativado como um sensor de movimento, onde os pilares centrais em seu segundo modelo tinham um pêndulo invertido. De acordo com Needham, onde trabalhando no Observatório Sismológico da Universidade de Tóquio em 1939, Akitsune Imamura e Hagiwara fizeram a reconstrução do aparelho de Zhang. Onde foram John Milne e Wang Zhenduo quem argumentou que os "pilares centrais" jovens tinham um pêndulo suspenso, Imamura foi o primeiro a propor o modelo de pêndulo invertido. Ele argumentou que o choque transversal teria rendido a imobilização dos mecanismos ineficiente, como não teríamos prevenidos mais movimentos que pode colidir outras bolas para fora em suas posições. Em 13 de junho de 2005, os sismólogos modernos chineses anunciavam que eles tinham criado com sucesso uma réplica do instrumento.
Anthony J. Barbieri-Low, um Professor da História Chinesa Atual na Universidade da Califórnia, nomeia Zhang Heng como um dos vários oficiais do alto escalão do Oriental de Han quem comprometeu em sua habilidade de que ele reservou a arte tradicional (gong 工), como um engenheiro mecânico.  Barbieri-Low especula que Zhang foi o único a projetar seu sismógrafo, porém não chegou a criar o sismógrafo. Ele comenta que este deveria provável tinha sido o emprego de artesão comissionado por Zhang.  Ele escreve: "Zhang Heng foi um oficial um moderador de alto escalão e não devia ser visto suando em fundições como os artesãos gong e os escravos do governo. Deve como, ele trabalhou colaborando com os rodízios de profissionais e com os modeladores do império nas oficinas."

## Legado

### Ciência e tecnologia

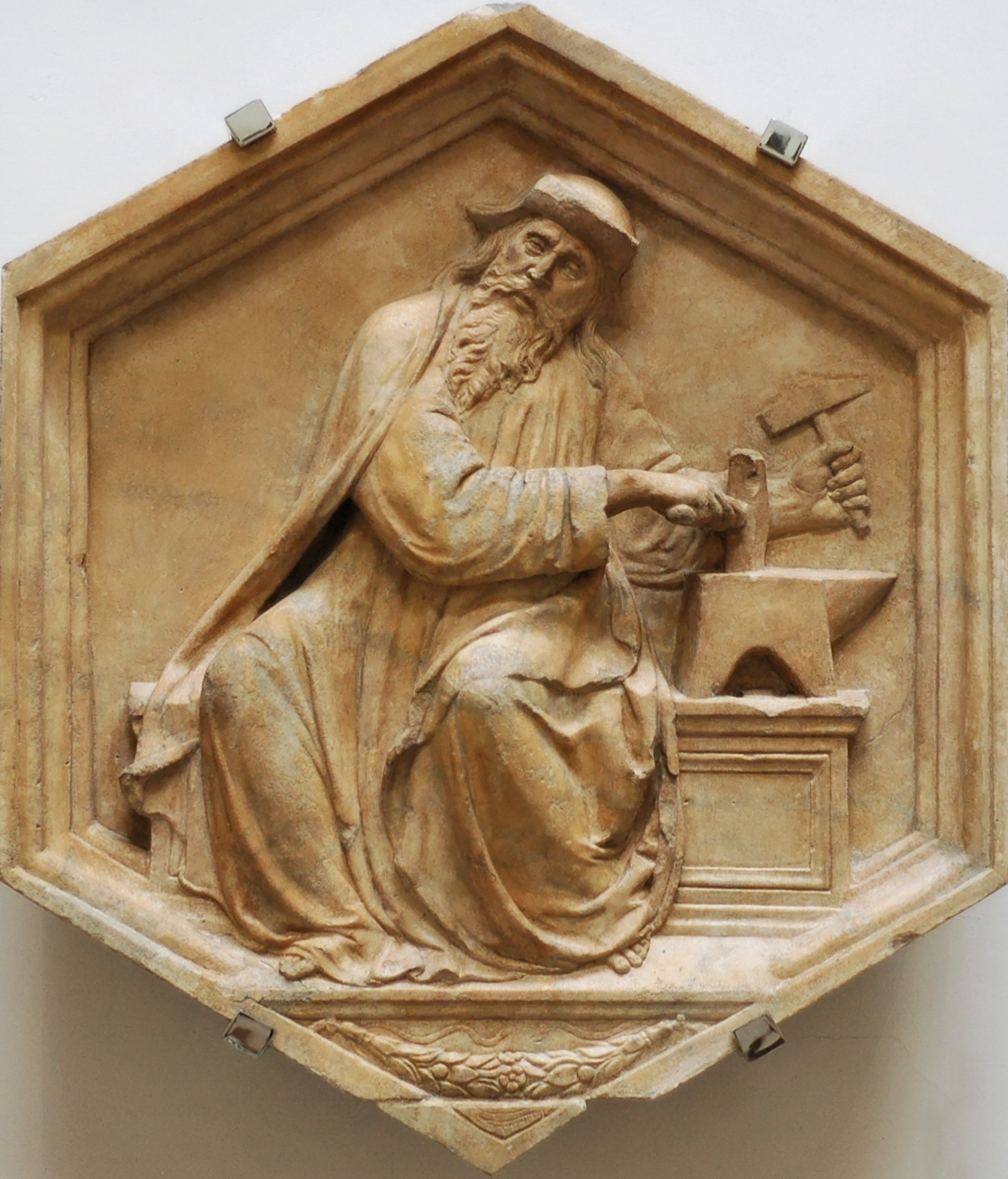
Um mármore florentino de Ptolemeu (86–161), quem criava a teoria da centralização da Terra que os estudantes Jin Guantao, Fan Hongye e Liu Qingfeng comparou com a teoria publicada com Zhang Heng em 125

Zhang Heng depois influenciou em invenções na mecânica para Yi Xing, Zhang Sixun, Su Song e Guo Shoujing. Su Song citou que a esfera armilar hidráulica foi diretamente inspiradora no século XI na criação da torre do relógio. O modelo cósmico de nove pontos do céu correspondendo com as nove regiões da terra concebida no trabalho de erudito-oficial de Chen Hongmou (1696–1771) seguido na tradição do livro de Zhang Spiritual Constitution of the Universe (tradução livre:  Constituição Espiritual do Universo). O sismologista John Milne, que criou o sismógrafo moderno em 1876 ao lado de Thomas Gray e James A. Ewing no Colégio Imperial de Engenharia em Tóquio, comentava em 1886 das contribuições de Zhang Heng na sismologia. O historiador Joseph Needham enfatizou suas contribuições na tecnologia pré-moderna chinesa e referindo que Zhang foi notando sempre em seus dias a habilidade de "fazer três rodas rodando como elas fossem uma" Mais este estudioso tem descrito Zhang como um polimatemático. Mas, alguns estudantes também aponta que Zhang escrevendo a necessidade de teorias concretas científicas. Comparando Zhang com seu contemporâneo, Ptolomeu (83–161) da História do Egito Romano, Jin Guantao, Fan Hongye, e Liu Qingfeng comentou:
Baseado nas teorias dos seus predecessores, Zhang Heng sistematicamente desenvolveu a teoria da esfera celestial. Uma construção do armilar nas bases de suas hipóteses nutriu uma extraordinária semelhança da teoria para a centralização da terra de Ptolomeu. Como, Zhang Heng não definiu uma proposta de um modelo como a centralização da Terra. Ele é surrendentemente este modelo celestial foi construindo quase um modelo físico da teoria de Ptolemeu. Somente uma etapa simples do globo celestial, a teoria da centralização da terra, porém um astrônomo chinês de modo nenhum deu esse passo.
Aqui nós podemos observar a importância desta estrutura primitiva nas funções exemplares científicas. Na organização de aplicar o sistema geométrico Euclidiano como um modelo para o desenvolvimento de uma teoria astronômica, Ptolemeu foi o primeiro a selecionar hipóteses onde pode servir como axiomas. Ele naturalmente considerou o movimento circular como fundamental e também utilizado em movimentos circulares em vasos condutores e epiciclos na sua teoria da centralização da terra. Embora Zhang Heng entendesse que o sol, a lua e os planetas movem em círculos, ele necessitava de um modelo logicamente estruturado e não somente garantir uma teoria astronômica. A astronomia chinesa foi muito interessada em extrair as características algébricas do movimento planetário (isto é, a duração dos períodos cíclicos) para garantir as teorias astronômicas. Também a astronomia foi que reduziu as operações aritméticas, extraindo normalmente múltiplos e divisores para a observação dos movimentos cíclicos dos corpos celestiais.

### Poesia e literatura
A poesia de Zhang foi largamente lida durante a sua vida e depois da sua morte. Adicionando sobre a menção da compilação de Xiao Tong, o oficial do Norte de Wu de Xue Zong (237 d.C.) escreveu um comentário sobre o poema de Zhang "Dongjing fu" e "Xijing fu". O influente poeta Tao Qian escreveu que ele admirava a poesia de Zhang Heng por ser "inibido na dicção extravagante e visando a simplicidade", em consideração a percepção da tranquilidade e a correlação com a retidão com simplicidade, porém com uma linguagem poética efetiva. Tao escreveu Zhang Heng e Cai Young que ambos "evitavam a linguagem declamatória, finalizava principalmente com simplicidade", e acresce que eles "estruturavam a introdução da liberdade de expressão para seus fãs, porém finalizam com uma observação em silêncio, servidor admirável de deter a indisciplina e a paixão da natureza".

### Honras póstumas
Zhang foi reconhecido durante a vida e após a morte. No século III, o filósofo e poeta Fu Xuan lamentou uma vez em um dos seus trabalhos literários o fato que Heng nunca foi nomeado como ministro do trabalho, do qual elogiando-lo e o engenheiro mecânico Ma Jun, escreveu: "Nem deles jamais foi um funcionário do Ministério do Trabalho e seu engenho não beneficiava o mundo. Quando (as autoridades) empregavam os funcionários sem ter um talento especial e tenho escutado o seu gênio da negligência, mesmo para testá-lo, isto não é abominável e desastroso?"
Em honras para as descobertas de Zhang na ciência e na tecnologia, seu amigo Cui Ziyu (Cui Yuan) escreveu uma dedicatória memorial na sua Estela de sepultura, onde tinha sido preservado pelo Guwen yuan'‘. Cui comentou que Zhang Heng os cálculos esgotados de computação (os enigmas do) céu e da terra. Suas invenções foram comparadas sempre ás do autor das Alterações. A perfeição do seu talento e o esplendor da sua arte foram um destes deuses. O oficial secundário Xiahou Zhan (243–291) da Dinastia Wei fez uma inscrição para sua própria Estela comemorativa estar localizada no túmulo de Zhang Heng. Ele lê: " Desde que sempre um cavaleiro tem textos literários calmos, nenhum tinha sido engenhoso como o mestre Zhang Heng em sua escolhas das palavras também ...  se somente o risco da morte, oh eu podia em seguida recorrer a ele como um professor!"
Após sua morte Zhang foi reconhecido e lembrado por seus feitos, incluindo a cratera lunar Chang Heng, o asteróide 1802 Zhang Heng, receberam o seu nome e o mineral Zhanghengita.